# OV5 3
OV5 3 (Orbiting Vehicle 5 3), também denominado de ERS 20, foi um satélite artificial estadunidense lançado em 28 de abril de 1967 por meio de um foguete Titan IIIC a partir da Estação da Força Aérea de Cabo Canaveral.

## Características
O OV5 3 foi um dos membros de sucesso da família de satélites ERS (Environmental Research Satellites), pequenos satélites lançados como carga secundária junto com satélites maiores para fazer testes de tecnologia e estudos do ambiente espacial. O trabalho do OV5 3 consistiu em fazer experiências com materiais para determinar como o ambiente espacial afeta os metais. O OV5 3 foi injetado em uma órbita inicial de 111.242 km de apogeu e 8590 km de perigeu, com uma inclinação orbital de 32,8 graus e um período de 2831,2 minutos.